# Okroska
Az okroska (окрошка) az orosz konyha egyik különlegessége, kvasz alapú hideg leves. Általában nyáron zsenge zöldségek felhasználásával készítik, de létezik hússal, gombával, vagy hallal gazdagított változata is.
A jó okroska alapvetően két különböző zöldségcsoport jól megválasztott harmóniáján alapul. Kellenek hozzá apró kockára vágott semleges ízhatású friss zöldségek (főtt burgonya, petrezselyem gyökér, sárgarépa, friss uborka) és apróra vágott friss fűszernövények (zöldhagyma, kapor, petrezselyem, zeller, esetleg tárkony vagy turbolya). Az okroska elkészítésekor nagyon nagy jelentősége van a zsenge és jó minőségű alapanyagoknak, mivel azok nem esnek át hőkezelésen.
A legfontosabb a megfelelő kvasz kiválasztása. Okroska céljára, ha elérhető, speciális okrosának való kvaszt használnak. Ez savanyúbb, mint a szokásos üdítőitalként használt kvasz. Ez utóbbiból is készíthetünk okroskát, ekkor a megfelelő savszintet citromlével vagy savanyú uborka levével állíthatjuk be. Ismertek olyan receptek is, amikor kvaszban elkevert orosz mustárt tesznek a levesbe. 
A magyar receptgyűjteményekben gyakran található olyan okroskarecept, amelyben joghurt alapon javasolják elkészíteni az okroskát. Ez nem eredeti orosz étel, hanem Közép-Ázsiából elsősorban az üzbég konyhából átvett leves a csalop. (Valójában nem is okroska, inkább tarator).